# Église Saint-Léonard de La Vaupalière
L'église Saint-Léonard est une église catholique située dans la commune de La Vaupalière, en France.

## Localisation
L'église est située à La Vaupalière, commune du département français de la Seine-Maritime.

## Historique

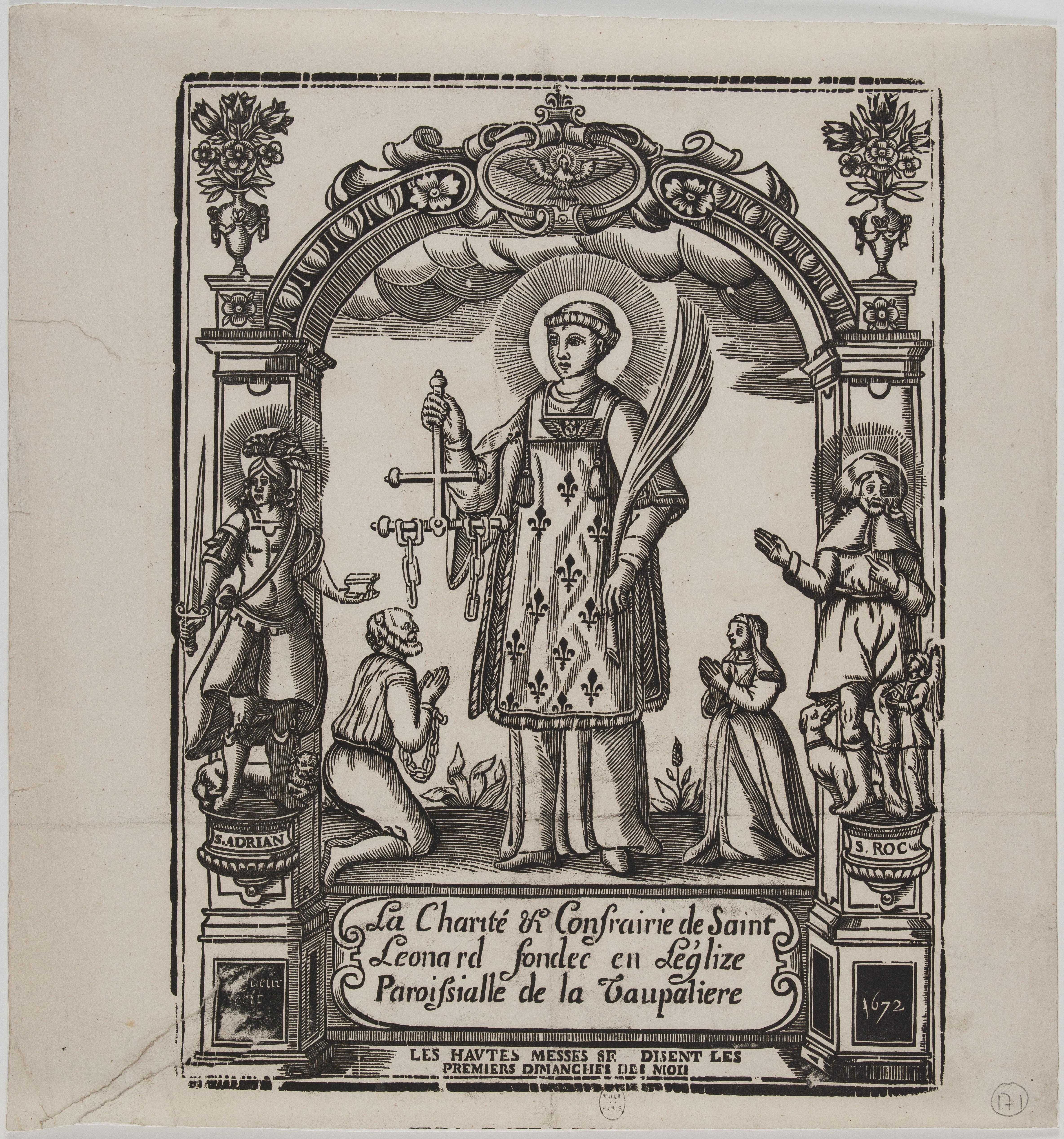
La charité & confrairie de saint Leonard fondee en léglize paroissialle de la Vaupaliere, par Pierre Le Sueur (1636-1716).

L'église est fondée par Raoul Waspail au milieu du XIIe siècle et placée sous l'invocation de saint Léonard et saint Nicolas.
L'édifice est modifié au XVIe siècle.
L'église devient chapelle vicariale en 1828. Un porche est détruit en 1862 et le portail est restauré en 1866.
L'édifice est inscrit au titre des monuments historiques le 19 juillet 1926.
Durant des travaux dans les années 1960, un cœur reliquaire est retrouvé, datable d'après 1650, et la plupart du mobilier ancien disparaît alors.

## Description
L'édifice, de style roman, est en pierre de taille et ardoise.
L'église possède un plan en croix latine et une flèche polygonale, et un cadran solaire. En outre, elle conserve des fonts baptismaux du XIIe siècle (ou du XIVe siècle) et deux dalles tumulaires du XVe siècle.
L'édifice conserve des vestiges d'une litre funéraire et deux cloches datées de la fin du XVIIIe siècle pour l'une et du début du XIXe siècle pour l'autre.